# Olympische Winterspiele 1992/Teilnehmer (Estland)
| Gelbes Symbol für Goldmedaillen mit stilisierten Olympischen Ringen | Graues Symbol für Silbermedaillen mit stilisierten Olympischen Ringen | Braundes Symbol für Bronzemedaillen mit stilisierten Olympischen Ringen |
| ------------------------------------------------------------------- | --------------------------------------------------------------------- | ----------------------------------------------------------------------- |
| —                                                                   | —                                                                     | —                                                                       |

Estland nahm an den Olympischen Winterspielen 1992 im französischen Albertville mit 19 Athleten, 14 Männer und 5 Frauen, in vier Sportarten teil.
Durch den Zerfall der Sowjetunion nahm erstmals seit 1936 wieder eine estnische Mannschaft an Olympischen Spielen teil. Das Team blieb ohne Medaillenerfolg, die beste Platzierung erreichte Allar Levandi mit Rang 6 in der Nordischen Kombination.

## Flaggenträger
Ants Antson, Funktionär im Estnischen Olympiakomitee, trug die Flagge Estlands während der Eröffnungsfeier im Parc Olympique. Er hatte für die Sowjetunion 1968 eine Goldmedaille im Eisschnelllauf gewonnen.

## Teilnehmer nach Sportarten

### Biathlon
Männer
- Urmas Kaldvee
4 × 7,5 km Staffel → 11. (1:29:46,1 h – keine Strafrunde)
10 km Sprint → 31. (27:52,9 min – 1 Fehlschuss)
20 km Einzel → 48. (1:03:15,1 h – 4 Fehlschüsse)

- Kristjan Oja
20 km Einzel → 57. (1:04:15,9 h – 3 Fehlschüsse)

- Kalju Ojaste
4 × 7,5 km Staffel → 11. (1:29:46,1 h – keine Strafrunde)
10 km Sprint → 59. (29:13,2 min – 1 Fehlschuss)
20 km Einzel → 37. (1:02:05,8 h – 2 Fehlschüsse)

- Aivo Udras
4 × 7,5 km Staffel → 11. (1:29:46,1 h – keine Strafrunde)
10 km Sprint → 61. (29:28,4 min – 2 Fehlschüsse)

- Hillar Zahkna
4 × 7,5 km Staffel → 11. (1:29:46,1 h – keine Strafrunde)
10 km Sprint → 27. (27:46,5 min – 2 Fehlschüsse)
20 km Einzel → 34. (1:01:57,4 h – 4 Fehlschüsse)

Frauen
- Jelena Poljakova-Všivtseva
3 × 7,5 km Staffel → 9. (1:23:16,2 h – eine Strafrunde)
7,5 km Sprint → 30. (27:22,8 min – 1 Fehlschuss)
15 km Einzel → 39. (58:30,1 min – 5 Fehlschüsse)

- Krista Lepik
3 × 7,5 km Staffel → 9. (1:23:16,2 h – eine Strafrunde)
7,5 km Sprint → 42. (28:18,6 min – 4 Fehlschüsse)
15 km Einzel → 11. (53:51,4 min – 1 Fehlschuss)

- Eveli Peterson
3 × 7,5 km Staffel → 9. (1:23:16,2 h – eine Strafrunde)
7,5 km Sprint → 58. (29:31,4 min – 5 Fehlschüsse)
15 km Einzel → 36. (58:03,1 min – 5 Fehlschüsse)

### Eiskunstlauf
Damen
- Olga Vassiljeva → 21. Platz

### Ski Nordisch

#### Langlauf
Männer
- Elmo Kassin
10 km klassisch → 22. (29:52,0 min)
15 km Verfolgung → 18. (41:16,1 min)
50 km frei → 45. (2:19:29,3 h)
Staffel → 10. (1:46:33,3 h)

- Taivo Kuus
10 km klassisch → 67. (32:28,0 min)
15 km Verfolgung → 60. (46:18,6 min)
50 km frei → DNF

- Jaanus Teppan
30 km klassisch → 31. (1:29:30,9 h)
50 km frei → 39. (2:17:15,1 h)
Staffel → 10. (1:46:33,3 h)

- Urmas Välbe
10 km klassisch → 28. (30:20,1 min)
15 km Verfolgung → 41. (43:38,4 min)
30 km klassisch → 33. (1:29:44,3 h)
Staffel → 10. (1:46:33,3 h)

- Andrus Veerpalu
10 km klassisch → 21. (29:51,5 min)
15 km Verfolgung → 42. (43:41,7 min)
30 km klassisch → 44. (1:31:06,1 h)
Staffel → 10. (1:46:33,3 h)

Frauen
- Piret Niglas
5 km klassisch → 38. (15:54,9 min)
10 km Verfolgung → 45. (31:36,6 min)
15 km klassisch → 39. (48:58,4 min)
30 km frei → 48. (1:37:31,8 h)

#### Nordische Kombination
- Peter Heli
Einzel → 31. (+ 6:57,0)
Mannschaft → 9. (+ 9:40,4)

- Allar Levandi
Einzel → 6. (+ 1:34,1)
Mannschaft → 9. (+ 9:40,4)

- Ago Markvardt
Einzel → 23. (+ 5:10,5)
Mannschaft → 9. (+ 9:40,4)

- Toomas Tiru
Einzel → 42. (+ 12:09,0 - letzter in der Wertung)